# 佐藤準
佐藤 準（さとう じゅん、1955年3月7日 - ） は、東京都出身の作曲家・編曲家、キーボーディスト、音楽プロデューサー。

## 人物
1973年、Char、鳴瀬喜博、金子マリ、藤井章司らとスモーキー・メディスンを結成したが、翌年解散となる。
その後、Charのバンドのキーボーディスト、「BACCO」というバンドで、高中正義とともに活動した。
1977年に松本ちえこが発売した「おもいで不足」のB面「回転木馬」で編曲家デビュー、その後も数多くの歌手のレコードやコンサートにて編曲家として活動。おニャン子クラブ「セーラー服を脱がさないで」（作曲・編曲）、井上陽水「Make-up Shadow」、CHAGE and ASKA「モーニングムーン」、今井美樹「PIECE OF MY WISH」等数多くの作品を手掛けている。
キーボーディスト、編曲家としての活動が多いが、1994年には森川美穂のアルバム『情熱の瞳』、シングル「傷痕」「恋していれば大丈夫」で音楽プロデュースを手掛ける。従来の作曲・編曲だけでなく「終わった恋の物語」では森川と共作で作詞も手掛け、合唱団に所属していた経歴から、森川の強い勧めで複数曲のコーラスにも参加等、幅広い活動を行った。「心のままに」は妻でもある丸山圭子が作詞に参加、それ以外にも広瀬香美、米光亮、佐藤ありす等の幅広い作詞・作曲陣が多数参加している。
2019年にソロで音楽活動を再開した元キャンディーズの伊藤蘭のプロデュースを手がけ、同年7月のソロアルバムMy Bouquetで作編曲演奏・プロデュースを行う。セカンド、サードアルバムにも参加し、それに伴うライブツアーにもキーボードとプロデューサーとして2023年現在まで参加中。
ソロ名義では1988年にアルバム『彩〜AYA〜』、1990年に『Chaos』を発売。中でも『彩〜AYA〜』1曲目に収録されている「A LATCHKEY」はフジテレビのF1グランプリで1993年から1994年までエンディングに使用され、1994年のフジテレビ主催F1日本GP前夜祭ではT-SQUAREの一部メンバーをバックに「キーボードによる「A LATCHKEY」を生演奏している。
私生活では、永年にわたり仕事仲間でもあった丸山圭子と結婚したが、離婚した。丸山との間に2男がいる。 長男は音楽家のサトウレイ。

## 受賞歴
- 1988年 - 第30回日本レコード大賞編曲賞　光GENJI「パラダイス銀河」
- 1993年 - 第35回日本レコード大賞編曲賞　井上陽水「Make-up Shadow」

## プロデュース作品
- 今井美樹 - アルバム『femme』『elfin』『Bewith』『MOCHA』『retour』『Lluvia』『Pearl』
- 森川美穂「傷痕」「恋していれば大丈夫」、アルバム『情熱の瞳』
- 小谷美紗子「profil」「I」
- 伊藤蘭-アルバム「My Bouquet」「Beside you」「LEVEL 9.9」

## ディスコグラフィー

### シングル
| #   | 発売日        | タイトル   | カップリング | 販売元           |
| --- | ------------- | ---------- | ------------ | ---------------- |
| 1st | 1993年6月18日 | A LATCHKEY | NEMESIS      | ポニーキャニオン |

### アルバム
| #   | 発売日        | タイトル  | 販売元           |
| --- | ------------- | --------- | ---------------- |
| 1st | 1988年3月21日 | 彩〜AYA〜 | ポニーキャニオン |
| 2nd | 1990年1月21日 | Chaos     | ポニーキャニオン |

### タイアップ
| 楽曲        | タイアップ                                        |
| ----------- | ------------------------------------------------- |
| A LATCHKEY  | 1993年/94年 フジテレビ F1グランプリエンディング曲 |
| AT RANDOM   | テレビ東京「テレビあッとランダム」エンディング曲  |
| INDIGO BLUE | JT「マイルドセブン」CMソング                      |

## 楽曲提供
- 特記以外は編曲。
- 作曲のみ彩目映名義を使っている楽曲も含まれる。

### あ行
- 相田翔子
  - 「夜明けの雨はピアニッシモ」
  - 「もっと ありのまま」
- アイドル夢工場
  - 「サマー・ダンス」（作曲・編曲）
- アグネス・チャン
  - 「夢をください」
- ASKA
  - 「恋」
  - 「PLEASE」
  - 「止まった時計」
  - 「抱き合いし恋人」
- 杏里
  - 「インスピレーション」
  - 「思いきりアメリカン」他
- アン・ルイス
  - 「あゝ無情」
  - 「WOMAN」
  - 「天使よ故郷を見よ」
  - 「Honey Dripper」
- 稲垣潤一&小柳ゆき
  - 「悲しみがとまらない」
- 因幡晃
  - 「ワンだふる はちくん」
  - 「人生それは終わりのない旅」
  - 「もう自分に嘘はつけない」
- 因幡晃&相田翔子
  - 「クレタの白い砂」
  - 「純愛・アフロディーテ」
- 石川さゆり
  - 「純・情歌」（彩目映名義・作曲のみ）
- 石川秀美
  - 「愛の呪文」
  - 「急ぐべき行為」
  - 「少しずつアイ・ラブ・ユー」
- 石野真子
  - 「いま、わたしは…」（作曲・編曲）
  - 「インスピレーション」
  - 「フルーツ・ベイビー」
  - 「シルバー・ムーン」
- 伊藤蘭
  - 「Wink Wink」（作曲・編曲）
  - 「walking in the cherry」
  - 「女なら」
  - 「マグノリアの白い花」
  - 「LALA TIME」（編曲（井上陽水と共同））
  - 「愛して恋してManhattan」（作曲・編曲）
  - 「あなたのみかた」
  - 「名前のないChristmas Song」（作曲・編曲）
  - 「ヴィブラシオン」
- 井上陽水
  - 「Make-up Shadow」（彩目映名義作曲）
  - 「カナディアン アコーデオン」
- 今井美樹
  - 「オフの恋心」（作曲・編曲）
  - 「思い出しただけ」（作曲・編曲）
  - 「ラスト・シークエンス」（作曲・編曲）
  - 「キスより 吐息より」（作曲・編曲）
  - 「TOKYO 8月 サングラス」（作曲・編曲）
  - 「カ・ケ・ヒ・キ・27」（作曲・編曲）
  - 「プラスα」（作曲・編曲）
  - 「彼女とTIP ON DUO」
  - 「瞳がほほえむから」
  - 「PIECE OF MY WISH」
- イルカ
  - 「海岸通」
- 岩崎良美
  - 「四季」（作曲・編曲）
  - 「今夜は私RICHな気分」（作曲・編曲）
- 岩井由紀子（ゆうゆ）
  - 「天使のボディーガード」
  - 「-3℃」
- うしろゆびさされ組
  - 「うしろゆびさされ組」
- AKB48
  - 「横須賀カーブ」
  - 「ロマンスかくれんぼ」（作曲のみ）
- おあずけシスターズ
  - 「東京カンカン娘’84」（作曲・編曲）
- おかわりシスターズ
  - 「恋をアンコール」（作曲・編曲）
  - 「心はシーズンオフ」（作曲・編曲）
- 沖田浩之
  - 「隠れアムール」
  - 「揺れる19才」
- 奥華子
  - 「ガーネット」
  - 「変わらないもの」
- おニャン子クラブ
  - 「セーラー服を脱がさないで」（作曲・編曲）
  - 「早すぎる世代」（作曲・編曲）
  - 「およしになってねTEACHER」（作曲・編曲）
  - 「テディベアの頃 -少女の香り-」（作曲・編曲）
  - 「じゃあね」
  - 「アレレレ」（作曲・編曲）
  - 「真赤な自転車」
  - 「プリントの夏」（作曲・編曲）
  - 「あなただけおやすみなさい」
  - 「ウェディングドレス」

### か行
- かぐや姫
  - 「わかれ道」
  - 「おまえが大きくなった時」
- 風
  - 「夜汽車は南へ」
  - 「風をたづさえて」
  - 「Bye Bye」
- 金子美香
  - 「Beyond The Era 〜時代を超えて〜」
- 辛島美登里
  - 「オリーブの休日」
  - 「美しい地球」
- 串田アキラ
  - 「KA・BU・TO」
- クリスタルキング
  - 「海南風(KAI-NAM-POO)」
  - 「PASSION-LADY」
- 香坂みゆき
  - 「KIRARI」
  - 「サヨナラの瞳」
  - 「昨日より抱きしめて」（作曲）
- 国生さゆり
  - 「バレンタイン・キッス」
  - 「恋はRing Ring Ring」
  - 「夏を待てない」
  - 「サンバを踊らせて」（作曲・編曲）
  - 「ノーブルレッドの瞬間」
  - 「もう一度走って恋人よ」
  - 「あの夏のバイク」
  - 「ノンフィクションしたい」
  - 「恋は遠くから」
  - 「コルドンブルー・ジェラシー風味(あじ)」
- 小松康伸
  - 「Sherry」
  - 「かくしきれないTeary Face」
  - 「鏡の中の偽りのフェイス」
  - 「Sentimental Elegy」
  - 「Rainy Day」
  - 「12月の雪」
  - 「Brown Eyes」
  - 「Lonely Friday」
  - 「Salty Moon Night」

### さ行
- 西城秀樹
  - 「ホップ・ステップ・ジャンプ」
  - 「愛よいつまでも」（シングル『ホップ・ステップ・ジャンプ』収録曲）
  - 「俺たちの時代」
  - 「ムーンライト・ダンシング」（シングル『俺たちの時代』収録曲）
  - 「南十字星」
  - 「POP'N ROLL SPRING」（シングル 『リトルガール 』 収録）
  - 「ポーカー フェイス」（SONGS/西城秀樹、SIDE A3）
  - 「自由の翼」（SONGS/西城秀樹、SIDE B5）
- 榊原郁恵
  - 「雨音に口づけを」
- 桜田淳子
  - 「MISS KISS」（作曲・編曲）
- 少女隊
  - 「素直になってダーリン 」
  - 「渚のダンスパーティー 」
  - 「Bye-Byeガール」
  - 「FOREVER 2001」
  - 「バランスシート」
- 杉山清貴
  - 「さよならのオーシャン」
  - 「Realtime to Paradise」
  - 「SHADE〜夏の翳り〜」
  - 「僕の腕の中で」
- 瀬能あづさ
  - 「もう泣かないで」
  - 「君の翼〜だいじょうぶだから」

### た行
- 高木ブー
  - 「わかってますよ」
- 武川アイ
  - 「I WILL」
  - 「遠い道の先で/Star」
- 田辺靖雄・九重佑三子
  - 「いっしょ」
- 谷村有美
  - 「FU・TA・MA・TA」
  - 「瞬きの数ほどの偶然」
- Char
  - 「気絶するほど悩ましい」
  - 「逆光線」
  - 「闘牛士」
- CHAGE and ASKA
  - 「モーニングムーン」
  - 「指環が泣いた」
  - 「Mr.ASIA」
  - 「tomorrow」
- 德永英明
  - 「LOVE IS ALL」
  - 「Revolution」
  - 「I LOVE YOU」

### な行
- 中島愛
  - 「ありがとう」
- 中原めいこ
  - 「ロ・ロ・ロ・ロシアン・ルーレット」
- 中村雅俊
  - 「70年代」
  - 「夢一途に」
- 中森明菜
  - 「Fin」
  - 「FOGGY RELATION」（アルバム『Stock』収録）（作曲・編曲）
- 新島弥生
  - 「恋はあせらず」（作曲・編曲）
- 新田恵利
  - 「冬のオペラグラス」（作曲・編曲）
  - 「若草の招待状」

### は行
- 浜田省吾
  - アルバム『Sand Castle』全10曲
- 光GENJI
  - 「STAR LIGHT」
  - 「ROLLING STOCK」
  - 「ガラスの十代」
  - 「Graduation」
  - 「THE WINDY」
  - 「Hurry Up」(GENJI)
  - 「RAINY GIRL」
  - 「BAD BOY」(光)
  - 「ほのかに甘くHOLIDAY」
  - 「パラダイス銀河」
  - 「LONG RUN」
  - 「Diamondハリケーン」
  - 「Welcome」（作曲・編曲）
  - 「ファンキー・ランド」
  - 「サマースクール」
  - 「君を乗せた海賊船」
  - 「汐風の贈り物」
  - 「インナーアドベンチャー」
  - 「Dream〜風に打たれて」
  - 「銀の風」
  - 「涙の輝き」
  - 「青春にはまだ早い」（作曲・編曲）
  - 「あ・き・す・と・ぜ・ね・こ」
  - 「クリスタル・ユニヴァース」
  - 「冬のライオン」
  - 「いつかきっと…」
  - 「TOUTH ME」
  - 「MY DEAR〜親愛なる君へ」
  - 「セレナーデの時間」(光)
  - 「出逢い」(GENJI)
  - 「新世紀」
  - 「青春にはまだ早い〜翼〜」
  - 「地球をさがして」
  - 「NEW!青春にはまだ早い」（作曲・編曲）
  - 「Sha-La-La」
  - 「二人だけの旅」
  - 「PENTHOUSE WEDDING」(光)
  - 「風の大地」
  - 「最後のGood Night」(佐藤敦啓)
  - 「エナジーは止まらない」
  - 「荒野のメガロポリス」
  - 「PLEASE」
  - 「Little Birthday」
  - 「Rabbit Train」
  - 「バラードにリボンをかけて」(赤坂晃)
  - 「あの日の忘れもの」
  - 「ヒット・パレード・ボーイ」(山本淳一)
  - 「君を探して」(内海光司)
  - 「荒野のメガロポリス〜PLEASE」
  - 「みつめていたい」
  - 「イヴの夜からはじめよう」
  - 「Mr.PANCAKE」(SAY'S)
  - 「聖なる夜に愛をこめて」(光)
  - 「Merry-go-round」(諸星和己)
  - 「TVの中のHERO」
  - 「ファンダジェンの英雄」
  - 「ジプシーカード」
  - 「天使が天へ帰る日」
  - 「しょーがないよ！」
  - 「ちいさな勇気」
  - 「365コの夜」
  - 「もっと近づきたい」
  - 「南風にのせて」
  - 「ドキドキSummer Days」
  - 「真夏の夜の夢」
  - 「二人の夜明け」
  - 「CANDY GANG」
  - 「課外授業」
  - 「MOON LIGHT GIRL」(内海光司)
  - 「Meet Me」
  - 「DREAM FLIGHT」
  - 「星空のメッセージ」
  - 「君を守りたい」
  - 「サヨナラと言えなくて」(SAY'S)
- 藤あや子
  - 「たそがれ綺麗」
- 堀川早苗
  - 「月夜のゴンドラ」
  - 「アフロディーテ（聖女）の夏」

### ま行以降
- 魔女っ娘ミラクるん（竹達彩奈）
  - 「ミラクる〜ん♪」
- 観月ありさ
  - 「伝説の少女」
- 水越恵子
  - 「しあわせをありがとう」
  - 「ほほにキスして」
  - 「ブルースカイロンリー」
- 水谷豊
  - 「大丈夫だよ」（作曲・編曲）
- 三橋美智也
  - 「夕月/なみだ雪」
- 森川美穂
  - 「Silent  Talk」（作曲）
- 山口美央子
  - 「東京LOVER」シングル・バージョン
- 山本達彦
  - 「嘘の台詞～ダイアローグ～」
  - 「SAY GOOD-BYE,MY GIRL」
  - 「MISSING LOVE」
  - 「夏の愛人」
  - 「STARDUST MERMAID」
  - 「FLAMINGO TABOO」（作曲・編曲）
  - 「哀しみの外電～テレグラム～」
  - 「THE WAY TO DREAM」
  - 「FAIRY PRINCESS～IT'S YOU～」
  - 「WHISPERING RAIN」
  - 「PRESSURE」
  - 「TWIN NIGHTS」
  - 「DANCIN' ON THE BEAM」
  - 「果てしなき海」
  - 「愛しすぎた夏」
- 湯原昌幸
  - 「柚子」
- 横山知枝
  - 「Happy Birthday」
- 芳本美代子
  - 「アプリコット・キッス」
- レイジー
  - 「悲しみをぶっとばせ」
- わらべ
  - 「もしも明日が…。」

## 劇伴

### テレビドラマ
- 交渉人〜THE NEGOTIATOR〜（2008年・2009年、テレビ朝日）

### 映画
- 交渉人 THE MOVIE タイムリミット高度10,000mの頭脳戦（2010年2月11日公開）
- 王妃の館（2015年4月25日公開、東映）

## ツアーサポート
いずれもキーボーディストとして参加している。
- 水谷豊 - TIME CAPSULE TOUR 2009 キーボード兼コンサートマスター
- Char
- 南こうせつ
- 矢沢永吉
- 吉田拓郎
- 伊藤蘭 - キーボード兼コンサートマスター

## 関連書籍
- DU BOOKS『ニッポンの編曲家　歌謡曲／ニューミュージック時代を支えたアレンジャーたち』（川瀬泰雄・吉田格・梶田昌史・田渕浩久 著）2016年　ISBN  978-4-907583-79-8

## 主なテレビ出演
- 夕やけニャンニャン（1985年 - 1986年、フジテレビ）審査員としてレギュラー出演
- 新・BS日本のうた（2018年 - NHK BSプレミアム）アレンジと指揮を担当